# Silver Lake Township (Pennsylvania)
Die Silver Lake Township ist eine Township im Susquehanna County im US-amerikanischen Bundesstaat Pennsylvania. Das U.S. Census Bureau hat bei der Volkszählung 2020 eine Einwohnerzahl von 1.513 ermittelt.

## Demografische Daten
Laut der Volkszählung im Jahr 2000 lebten in der Silver Lake Township 1729 Menschen, die sich auf 626 Haushalte und 502 Familien verteilten. Die Bevölkerungsdichte lag bei 20 Einwohner je km². Es gab 1037 Wohneinheiten bei einer durchschnittlichen Siedlungsdichte von 12 Einwohnern je km². Die Bevölkerung war folgendermaßen zusammengesetzt: 98,15 % Weiße, 0,23 % Afroamerikaner, 0,46 % Indianer, 0,06 % Asiatische Amerikaner, 0,06 % Pazifische Insulaner, 0,23 % andere Rassen und 0,81 % zwei oder mehr Rassen. Unabhängig von der Rasse waren 0,81 % spanischer oder lateinamerikanischer Abstammung.
Es gab 626 Haushalte. In 37,7 % davon lebten Kinder unter 18 Jahren, 69,8 % waren zusammenlebende verheiratete Paare, 6,4 % waren weibliche Alleinerziehende und 19,8 % lebten ohne Familie. 16,1 % waren Einpersonenhaushalte und 5,3 % lebten allein und waren 65 Jahre oder älter. In einem durchschnittlichen Haushalt lebten 2,76 Personen und in einer durchschnittlichen Familie 3,09 Personen.
Hinsichtlich des Alters war die Bevölkerung folgendermaßen zusammengesetzt: 28,5 % unter 18, 6,0 % zwischen 18 und 24, 28,3 % zwischen 25 und 44, 26,8 % zwischen 45 und 64 und 10,3 % 65 oder älter. Das Medianalter lag bei 39 Jahren. Auf 100 Frauen kamen 104 Männer. Auf 100 Frauen über 18 Jahre kamen 105 Männer über 18 Jahre.
Das Medianeinkommen eines Haushalts lag bei 48.063 US-Dollar und das Medianeinkommen einer Familie lag bei 51.420 US-Dollar. Männer hatten ein Medianeinkommen von 35.337 US-Dollar und Frauen ein Medianeinkommen von 24.342 US-Dollar. Das Pro-Kopf-Einkommen des Townships lag bei 21.090 US-Dollar. Ungefähr 5,1 % aller Familien und 6,3 % der Bevölkerung lebten unterhalb der Armutsgrenze, einschließlich 8,1 % der unter 18-Jährigen und 10,2 % der über 65-Jährigen.